# Сыдыков, Рахат Мажитович
Раха́т Мажи́тович Сыды́ков (каз. Рахат Мәжитұлы Сыдықов) — казахстанский чиновник, с июня 2019 года — первый заместитель акима Актюбинской области. Ранее был акимом Каргалинского (2013—2018) и Шалкарского (2002—2013) районов Актюбинской области, руководителем Управления по инспекции труда Актюбинской области.

## Биография
Рахат Сыдыков родился 3 июля 1963 года в городе Челкар (совр. Шалкар) в Челкарском районе Актюбинской области Казахской ССР в семье Мажита и Несибели Сыдыковых. Отец — заслуженный работник жилищно-коммунального хозяйства Казахской ССР, мать всю жизнь занималась преподаванием в школе. В честь Мажита Сыдыкова названа одна из улиц города Шалкар.
В 1986 году Рахат Сыдыков окончил Алматинский архитектурно-строительный институт по специальности инженер-строитель. В 1979 году начал работать в Челкарском районном коммунальном предприятии, с августа 1986 года до 1988 года старший инженер Актюбинского производственного объединения газового хозяйства, в 1988—2002 годах — начальник Челкарского межрайонного управления газового хозяйства.

### На посту акима Шалкарского района
В мае 2002 года был назначен акимом Шалкарского района Актюбинской области. В 2004 году окончил Актюбинский университет им. С. Баишева по специальности экономист-менеджер.
В 2013 году разгорелся скандал вокруг покупки за 150 млн тенге (1 млн долларов США по тогдашнему курсу) здания для нового детского сада. Этот детский сад оказался одним из самых дорогих не только в Актюбинской области, но и во всём Казахстане. По словам прокурора Шалкарского района стоимость здания составляла не более 75 млн тенге и из-за этого было заведено уголовное дело, в котором нет никакого упоминания Рахата Сыдыкова, который в то время был руководителем района.

### На посту акима Каргалинского района
27 мая 2013 года аким Актюбинской области Архимед Мухамбетов назначил Рахата Сыдыкова акимом Каргалинского района.
В 2014 году стало известно, что по делу о сверхдорогом детском саде возбуждены уголовные дела в отношении Ахметжана Абдигалиева, продавшего здание, оценщика Гайсы Избаксанова и начальника Шалкарского отдела образования Табаналы. 75 млн тенге были возвращены в государственную казну. По словам начальника управления областной прокуратуры Маратбека Мырзамуратова, в действиях Рахата Сыдыкова не было обнаружено состава преступления, но «за нарушения требований бюджетного законодательства» ему был объявлен строгий выговор.
28 августа 2015 года стало известно, что Рахат Сыдыков был оштрафован за игнорирование решений дисциплинарного совета в отношении его подчинённых. Сумма штрафа составила 100 тыс. тенге. Также были наложены ограничения на поступление на государственную службу, если акима отстранят от занимаемой должности.

### Последующая карьера
В сентябре 2018 года тогдашний аким Актюбинской области Бердыбек Сапарбаев распорядился назначить Рахата Сыдыкова на должность руководителя управления по инспекции труда Актюбинской области.
В июне 2019 года, спустя несколько месяцев после того, как предыдущий аким Актюбинской области Сапарбаев был назначен министром труда и социальной защиты и его место занял Ондасын Уразалин, сменился и глава города Актобе — акимом стал бывший заместитель главы региона Мавр Абдуллин. На вакантную должность первого заместителя акима Актюбинской области был назначен Рахат Сыдыков.

## Доходы и имущество
Согласно обнародованным сведениям о доходах, в 2012 году Рахат Сыдыков заработал 5 777 638 тенге (4 357 185 тенге в 2011 году). Для сравнения: в 2011 году аким Актюбинской области Архимед Мухамбетов заработал 3 687 583 тенге. Принадлежащее ему недвижимое имущество оценивалось в 10 млн тенге, на его имя были записаны дом в городе Шалкар и земельный участок площадью 1000 м². На счету его жены в БТА Банке и Сбербанке России находилось 2 698 344 тенге и 945 тыс. российских рублей соответственно.
На посту акима Каргалинского района доходы Сыдыкова значительно снизились — до 3 762 153 тенге в 2014 году. Также оказалось, что у акима нет никакого движимого или недвижимого имущества.